# Єльяшкевич Олександр Сергійович
Олекса́ндр Сергі́йович Єльяшке́вич (нар. 29 червня 1965, Херсон) — український політик. Народний депутат України 2-го та 3-го скликань.

## Освіта
З 1982 до 1986 навчався в Київському торговельно-економічному інституті за спеціальністю економіст.

## Кар'єра
- 1986 — 1989 — старший нормувальник, старший економіст Дніпровського райпродторгу міста Херсона.
- 1989 — директор молодіжного комерційного центру «Темп» Херсонського обласного штабу студентських будзагонів.
- Червень 1989 — 1990 — заступник генерального директора з економіки міжгалузевого виробничого об'єднання «Скіф» в місті Херсоні.
- 1990 — 1992 — голова підприємницької ради МВП «Скіф».
- З вересня 1992 — президент, листопад 1993 — вересень 1994 — в.о. голови правління, голова правління АБ «Херсонінвестбанк».

З липня 1997 до травня 1999 був членом партії Всеукраїнське об'єднання «Громада».

## Родина
Дружина Лариса Володимирівна. Дочка Інна (1986).

## Парламентська діяльність
З 11 травня 1994 до 12 травня 1998 — народний депутат України 2-го скликання за Дніпровським виборчим округом № 394 Херсонської області, висунутий трудовим колективом. На час виборів: в.о. голови правління акціонерного банку «Херсонінвестбанк», безпартійний. Член (уповноважений) групи «Реформи». Член Комітету з питань фінансів і банківської діяльності.
З 12 травня 1998 до 14 травня 2002 — народний депутат України 3-го скликання за виборчим округом № 182 Херсонської області, висунутий трудовим колективом. Водночас балотувався від Всеукраїнського об'єднання «Громада» (№ 7 в списку). На час виборів: народний депутат України, член партії Всеукраїнське об'єднання «Громада». У лютому 2000 вийшов з фракції «Громада». Був головою Тимчасової спеціальної комісії ВР України з питань дотримання органами державної влади і місцевого самоврядування та їх посадовими особами, Центральною виборчою комісією норм виборчого законодавства під час підготовки і проведення виборів Президента України (з травня 1999). Заступник голови Комітету з питань фінансів і банківської діяльності.

## Політичні переслідування
Увечері 9 лютого 2000 Олександр Єльяшкевич був побитий на сходах готелю «Москва» і госпіталізований з діагнозом «струс мозку». На народного депутата напав раніше судимий Віталій Воробей, який пояснював, що просто переплутав Єльяшкевича зі своїм кривдником. У 2002 році Віталій Воробей був засуджений Печерським судом до 5,5 років позбавлення волі. У лютому 2002 року Олександр Єльяшкевич, посилаючись на плівки екс-майора держохорони Миколи Мельниченка, звинуватив в організації нападу президента Леоніда Кучму. У тому ж році він покинув країну, мотивувавши свій від'їзд існувала загрозою його життю і безпеці його сім'ї. 12 вересня того ж року США надали екс-депутату політичний притулок. 30 листопада 2005 Олександр Єльяшкевич, разом з Миколою Мельниченком, повернувся в Україну.